# Club de Deportes Santiago Wanderers (femenino)
Santiago Wanderers femenino es un equipo de fútbol chileno radicado en la ciudad de Valparaíso, es el equipo filial del Club de Deportes Santiago Wanderers en el fútbol femenino. 
Fue fundado a mediados del año 2007 a modo de escuela de fútbol para mujeres hasta 21 años. Es administrado por la Corporación Santiago Wanderers, entidad sin fines de lucro que administra la totalidad de las ramas deportivas del Club Santiago Wanderers, a excepción de la rama de fútbol profesional, que es administrada por una Sociedad Anónima Deportiva. Junto con el primer equipo adulto, funciona una división juvenil.
Juega de local en el estadio Elías Figueroa Brander, el cual actualmente se encuentra en trabajos de remodelación, que contará con una capacidad de 25 500 espectadores. 
Milita actualmente en la Primera División de Chile, tras ascender en el Torneo 2024 de la Primera B.

## Historia
La Comisión de Fútbol Femenino de Santiago Wanderers nace en 2007. En aquella temporada se disputó el Torneo Vifufem a nivel local. Sin embargo, la realización en Chile del Mundial Femenino Sub-20 en 2008, obligó a la ANFP a la creación de una liga nacional de fútbol femenino. La cual comenzó en 2008 con la participación de 14 elencos, entre ellos Santiago Wanderers.
Con escasa preparación, Santiago Wanderers finalizó en el penúltimo puesto. Para la temporada 2009 las expectativas fueron mayores, debido a la gestión de recursos y la consolidación del trabajo realizado por el entrenador Jaime Zapata con jugadoras provenientes de toda la Región de Valparaíso e incluso fuera de ella, que cursan estudios universitarios en la zona.
En el Torneo de Apertura 2013, Santiago Wanderers alcanzó el quinto puesto de la Zona Norte, con 23 puntos, no logrando clasificarse a cuartos de final del campeonato.

## Datos del club
- Temporadas en Primera División femenino: 13 (2008 - 2021)
- Temporadas en Primera B femenino: 1 (2022) - presente
- Debut en Primera División femenino: Torneo 2008.
- Mejor puesto en la liga: Subcampeón en Clausura 2013.
- Mejor puesto en Copa Chile: Tercera fase en 2009.

## Jugadoras

### Altas 2025
| Jugadora        | Posición      | Procedencia                             | Tipo |
| --------------- | ------------- | --------------------------------------- | ---- |
| Marian Jerez    | Portera       | Unión La Calera                         |      |
| Paulina Pinto   | Portera       | Everton                                 |      |
| Solange Camargo | Defensa       | San Luis de Quillota                    |      |
| Brisa Gómez     | Mediocampista | Godoy Cruz                              |      |
| Macarena Torres | Mediocampista | Unión La Calera                         |      |
| Krishna Álvarez | Mediocampista | Unión La Calera                         |      |
| Ana Gutiérrez   | Mediocampista | Agente libre                            |      |
| Fanny Rodríguez | Delantera     | Gimnasia y Esgrima de La Plata (futsal) |      |
| Salomé Robledo  | Delantera     | Deportes La Serena                      |      |
| Alicia Jerez    | Delantera     | Vélez Sarsfield                         |      |

### Bajas 2025
| Jugadora            | Posición      | Destino              | Tipo |
| ------------------- | ------------- | -------------------- | ---- |
| Florencia Gálvez    | Defensa       | Everton              |      |
| Mía Ivroud          | Defensa       | Everton              |      |
| Daniela Garrido     | Defensa       | Unión La Calera      |      |
| Martina Henríquez   | Mediocampista | Unión La Calera      |      |
| Milagros Violo      | Delantera     | Bandera de ?         |      |
| Azul Santibáñez     | Delantera     | Deportes La Serena   |      |
| Marinka Huircán     | Delantera     | Deportes Recoleta    |      |
| Valentina Leguiza   | Delantera     | Bandera de ?         |      |
| Mariagracia Rosales | Delantera     | San Luis de Quillota |      |

## Palmarés

### Torneos nacionales
- Subcampeón de la Primera División (1): Clausura 2013.
- Subcampeón de la Primera B (1): 2024.